# Frenchcore

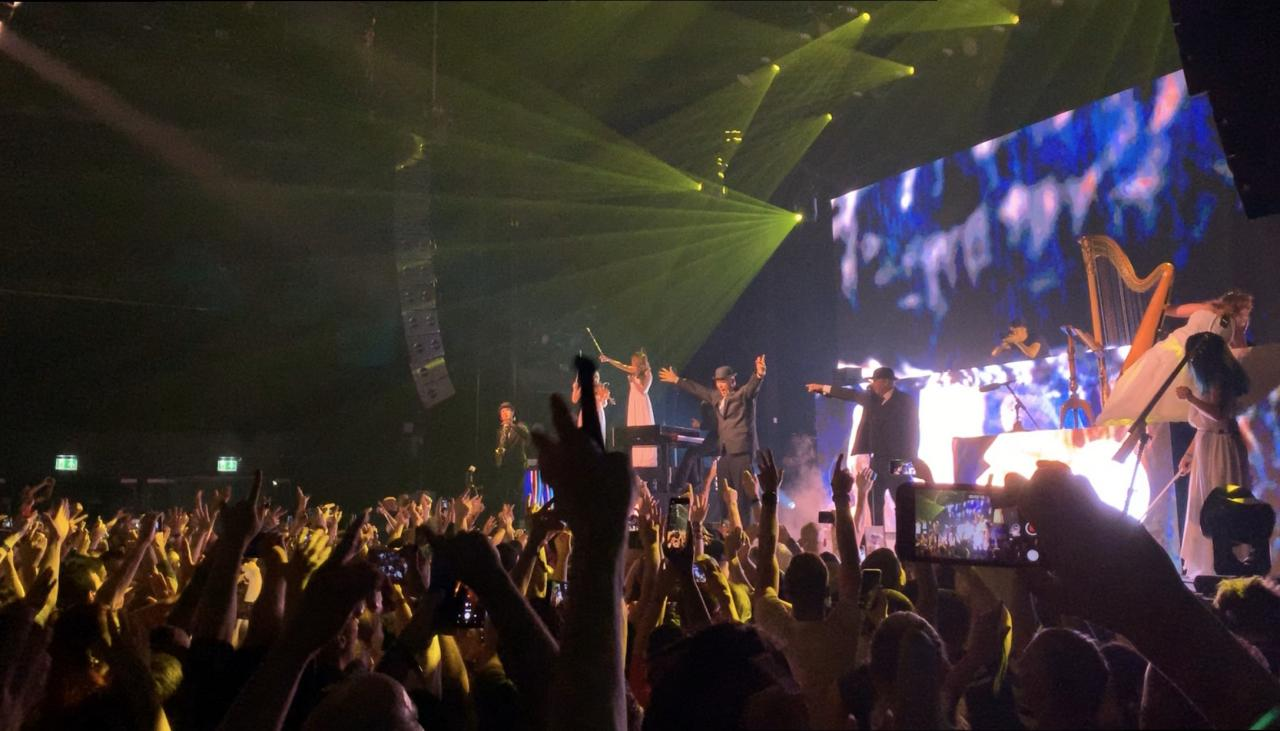
Dr. Peacock treedt op met live muziekartiesten op Peacock in Concert (2019) in Tilburg

Frenchcore is een subgenre van hardcore house. De stijl verschilt van andere vormen van hardcore in termen van een hoger tempo, meestal boven de 200 bpm, en een luide en vervormde onconventionele baslijn. In de jaren 1990 werden drummachines en samplers gebruikt om deze stijl te maken. Naarmate de technologie zich ontwikkelde, werden DAW's zoals Ableton en Cubase de standaard voor productie. Moderne frenchcore wordt vaak uitgevoerd met live muziekartiesten en sampling naast een dj-set.